# 净寺社区
净寺社区是中国浙江省杭州市西湖区西湖街道所辖的一个社区，位于西湖以南。该社区西起杨公堤、虎跑路口，东临上城区，北至夕阳山、苏堤，南至玉皇山、莲花峰。面积7平方公里，总人口9290人。风景点有雷峰塔景区等。